# Frontera entre Afganistán y China
La frontera entre China y Afganistán es un lindero internacional de 76 kilómetros que separa a la República Popular China del Emirato Islámico de Afganistán, en la zona llamada corredor de Vaján y en el sitio llamado puerto de Wakhjir a 4.923 metros de altitud. Comienza en la triple frontera de ambos países con Pakistán (Gilgit-Baltistán), reclamado por la India y termina en la triple frontera con Tayikistán. Esta corta frontera se encuentra en la zona más al noreste de Afganistán, lejos de buena parte del país o zonas urbanas. El lado chino de la frontera se encuentra en el valle de Chalachigu. Ambos lados de la frontera son reservas naturales: del lado afgano es el refugio natural del corredor de Vaján y del lado chino es la reserva natural Taxkorgan.
Al cruzar la frontera ocurre el mayor cambio de huso horario entre países (Afganistán UTC+4:30, China UTC+8:00).

## Historia

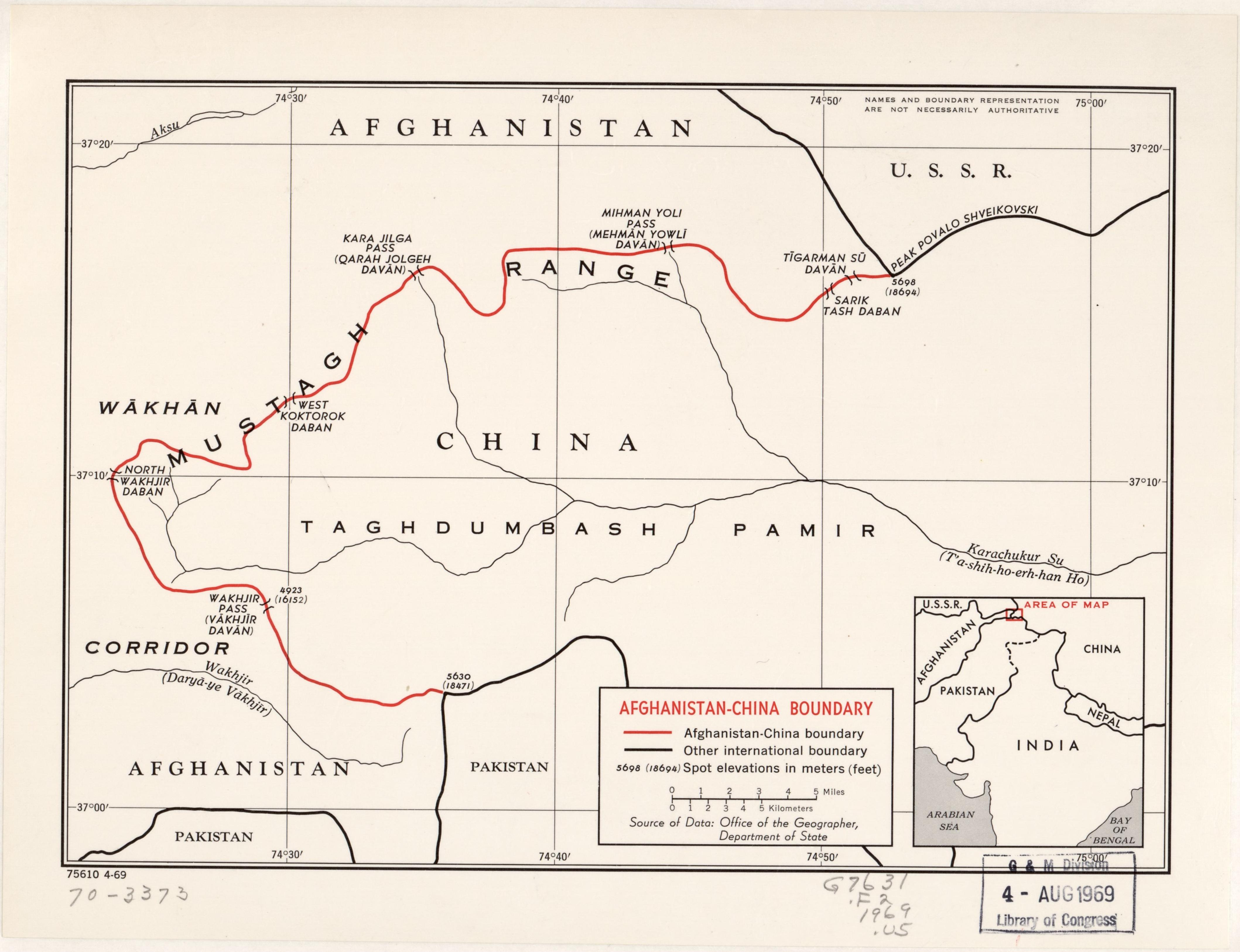
Frontera entre Afganistán y China (1969)

El área era parte de la Ruta de la Seda. Se cree que el famoso peregrino budista Xuanzang atravesó este paso en su viaje de regreso a China alrededor del 649.
Afganistán limita con China a través del corredor de Vaján. El corredor y la frontera fueron creados por un acuerdo entre el Imperio británico y el Imperio ruso en 1895 como parte del Gran Juego (la rivalidad entre el Reino Unido y Rusia por el control de Asia Central), pues servía como zona neutral entre el Turquestán ruso y la India británica. Sin embargo los chinos y afganos no llegaron a un acuerdo final respecto a su delimitación hasta 1963. En aquel entonces Afganistán se llamaba Reino de Afganistán.
En 1949 la frontera fue cerrada por el gobierno chino. Afganistán varias veces pidió a China que abriera la frontera en el corredor de Vaján por razones económicas o como una ruta de suministro alternativa para combatir la insurgencia talibán, Sin embargo, China ha rechazado la petición, en gran parte debido a disturbios en su provincia occidental de Sinkiang, que limita con el corredor. En diciembre de 2009 se informó que Estados Unidos pidió a China que abriera el corredor.
Se considera que, en épocas más recientes, el paso principal, el puerto de Wakhjir, se utiliza a veces como ruta de contrabando de drogas de baja intensidad y para transportar opio desde Afganistán hasta China. 

## Pasos fronterizos
Históricamente, el paso principal entre los dos lados era el puerto de Wakhjir, que ha sido usado durante al menos un milenio desde la creación de la Ruta de la Seda. Además del puerto de Wakhjir, también está el puerto de Tegermansu que se encuentra en el extremo oriental del Pequeño Pamir.
Los pasos de valle de Chalachigu, el valle del lado chino, está cerrada a los visitantes; sin embargo, los residentes y pastores de la zona pueden acceder.